# キンロバイ
キンロバイ（金露梅、学名：Dasiphora fruticosa）は、バラ科キンロバイ属の落葉小低木。

## 特徴
落葉性の小低木。茎は高さ50-100cmになるが、栽培時には高さ1.5mに達する。茎は多く分枝し、樹皮は褐色になり薄くはがれる。葉は互生し、3小葉または5小葉の奇数羽状複葉になる。小葉は楕円形から狭長楕円形で、先端は鈍頭から鋭頭、基部はくさび形、縁は全縁となって縁が外巻きに巻くか、または巻かない。小葉の長さは1-2cm、幅3-10mmになり、若葉時には両面と縁に褐色の絹毛が生える。葉柄は細く長さ5-20mmになり、毛が生え、基部に薄膜質で花時にも宿存する托葉がある。
花期は6-8月。分枝した各茎先にまたは葉腋に集散花序をつけ、1-数個の花をつける。花の径は2-2.5cm。花柄があり白毛が生える。萼片は5個あり三角状卵形で、長さ5-7mm、先端は鋭頭になって、外側は白い毛でおおわれ、内側には縁と上部に短毛が生え、果時に脈が浮き出る。副萼片も5個あって倒卵形から剣形で、萼片とほぼ同じ長さかやや長く、先端は鋭頭になり、両面に白い毛が生える。花弁も5個あり、ほぼ円形で長さ幅ともに約1cm、先端は円頭、全縁で色は黄色、ときに白色のものがあり、白色のものはハクロバイ（別名、ギンロバイ  var. mandshurica ）に分類される。
雄蕊は20個あり淡黄色、葯は黄色から黄褐色で心形状長楕円形となる。花床筒は皿形、花床は半球形で長毛が生える。心皮は多数あって離生し、子房に汚白色の毛が密生する。果実は痩果で多数あって、長さ約1.5mmの卵形になり、汚白色の毛が密生する。

## 分布と生育環境
日本では、北海道（夕張山地の崕山（きりぎしやま）・芦別岳・アポイ岳）、本州（早池峰山・焼石岳・船形山・谷川山系・至仏山・八ヶ岳・南アルプス）、四国に分布し、亜高山帯から高山帯の蛇紋岩地や石灰岩地の岩礫地に生育する。世界では、北半球の温帯から寒帯、高山帯に広く分布する。
アポイ岳では日本ではここだけに分布する高山蝶である国の天然記念物に指定されているヒメチャマダラセセリの食草になっている。

## 名前の由来
和名キンロバイは「金露梅」の意で、花が黄色で、梅の花のようであるからつけられた。種小名の fruticosa は「低木状の」を意味する。
徳島県に阿波銘菓として、同じ名称の菓子がある。姉妹品は銀露梅。あづまや製菓有限会社

## 下位分類
本種には、茎の高さ、葉形、花の色など形態的変異があり、多くの変種が記載されている。和名、学名はYistによる。
- ダフリアハクロバイ（別名、ケナシギンロバイ） Dasiphora fruticosa (L.) Rydb. var. glabra (Lodd.) Nakai - 国外に産する。

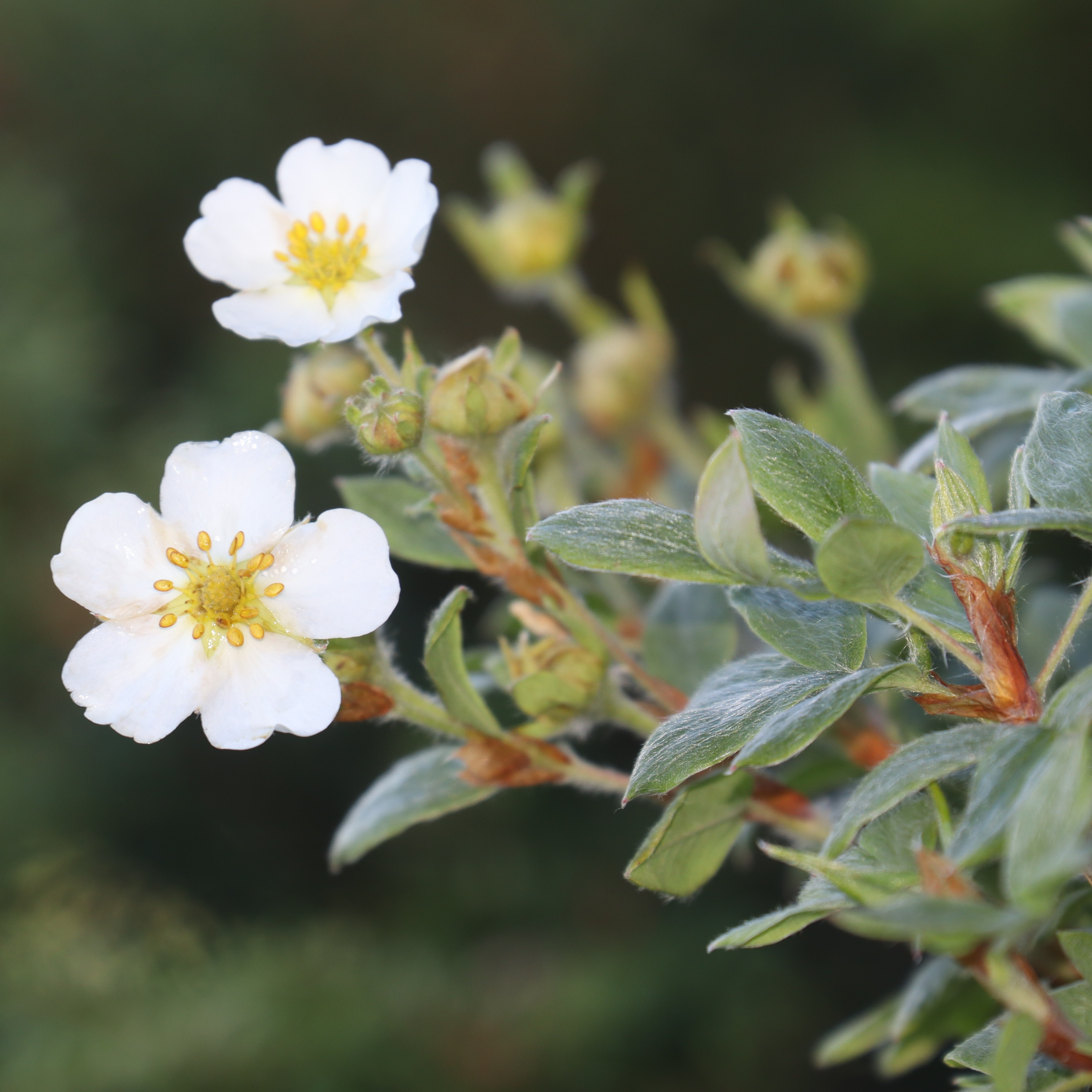
ハクロバイ

- ハクロバイ（別名、ギンロバイ、マンシュウギンロバイ、ウスリーハクロバイ、チョウセンハクロバイ） Dasiphora fruticosa (L.) Rydb. var. mandshurica (Maxim.) Nakai - 花が白色。亜高山帯の石灰岩地に多い。日本では、埼玉県赤沢山、南アルプス、大台ヶ原山、四国の剣山、石立山に分布する。国外では中国大陸に分布する[7]。
- キヌゲキンロバイ Dasiphora fruticosa (L.) Rydb. var. tenuifolia (Willd. ex D.F.K.Schltdl.) Rydb. - 国外に産する。

## 保全状況評価
絶滅危惧II類 (VU)（環境省レッドリスト）
（2012年環境省レッドリスト）

## ギャラリー
- 全姿
- 花